# Dolichopus aequalis
Dolichopus aequalis är en tvåvingeart som beskrevs av Van Duzee 1921. Dolichopus aequalis ingår i släktet Dolichopus och familjen styltflugor.
Artens utbredningsområde är Québec. Inga underarter finns listade i Catalogue of Life.